# 格鲁伊纳岛
格鲁伊纳岛（英語：Gruinard Island，發音： /ˈɡrɪnjərd/ GRIN-yərd）是英国苏格兰西北部海岸附近的一座小岛，与大陆（不列颠岛）最近点距离仅1.1公里。第二次世界大战期间，英国政府买下该岛，将其作为生化武器试验基地，试验将炭疽热作为生化武器使用。试验使得该岛受到了污染。在1986年曾用280吨甲醛对该岛进行杀菌消毒，并放养了一群绵羊在岛上。1990年，一位英国国防次长访问该岛，宣布该岛已经脱离危险。